# Clean Water Act
Il Clean Water Act (CWA) è la legge federale primaria degli Stati Uniti che regola l'inquinamento delle acque. Il suo obiettivo è ripristinare e mantenere l'integrità chimica, fisica e biologica delle acque della nazione; riconoscere le responsabilità degli Stati nell'affrontare l'inquinamento e fornire assistenza ai vari Stati per farlo, compresa l'amministrazione dei finanziamenti per i centri di trattamento e miglioramento delle acque reflue di proprietà pubblica; mantenendo l'integrità delle zone umide. È una delle prime e più influenti leggi ambientali americane. Come per molte altre importanti opere ambientali federali negli Stati Uniti, è gestita dall'agenzia per la protezione dell'ambiente degli Stati Uniti (EPA), in coordinamento con i governi statali. I suoi regolamenti di attuazione sono codificati a 40 C.F.R. Sottocapitoli D, N e O (Parti 100-140, 401-471 e 501-503).
Tecnicamente, il nome della legge è Federal Water Pollution Control Act. Il primo FWPCA è stato promulgato nel 1948, ma ha assunto la sua forma moderna quando è stato completamente riscritto nel 1972 in un atto intitolato Federal Water Pollution Control Act Amendments del 1972. Importanti cambiamenti sono stati successivamente introdotti attraverso una legislazione emendativa, tra cui il Clean Water Act del 1977 e la Water Quality Act del 1987.
Il Clean Water Act non affronta direttamente la contaminazione delle falde acquifere. Le disposizioni sulla protezione delle acque sotterranee sono incluse nel Safe Drinking Water Act, nel Resource Conservation and Recovery Act, e nel Superfund Act.